# Сексуално образовање (ТВ серија)
Сексуално образовање (енгл. Sex Education) британска је телевизијска серија коју је створила Лори Нан за Netflix. Прати животе тинејџера и одраслих у измишљеном граду Мурдејлу док се боре са разним личним дилемама, често везаним за сексуалну интимност. Ансамблску поделу улога предводе Ејса Батерфилд, Џилијан Андерсон, Шути Гатва, Ема Маки, Конор Свинделс, Кедар Вилијамс Стерлинг, Алистер Питри, Мими Кин и Ејми Лу Вуд.
Серија је добила позитивне рецензије критичара, са посебним похвалама за ансамблску поделу улога, сценарио, режију, продукцију и зрелу обраду тема. Серија је постигла успех код гледалаца, а прву сезону је након њеног дебија погледало више од 40 милиона гледалаца. Освојила је неколико награда.

## Радња
Несигурни Отис има све одговоре на питања о сексу, захваљујући мајци која је сексуални терапеут. Зато бунтовница Мејв предлаже школску клинику за сексуалну терапију.

## Улоге

### Главне
- Ејса Батерфилд као Отис Милберн, друштвено необичан тинејџер који даје савете око секса својим вршњацима
- Џилијан Андерсон као Џин Милберн, Отисова мајка и познаита сексуална терапеуткиња
- Шути Гатва као Ерик Ефионг, Отисов геј пријатељ, који потиче из религиозне ганско-нигеријске породице
- Ема Маки као Мејв Вајли, интелигентна али проблематична тинејџерка који води клинику за сексуалну терапију са Отисом
- Конор Свинделс као Адам Гроф, директоров син који малтретира Ерика
- Кедар Вилијамс Стерлинг као Џексон Марчети, популарни дечко у Средњој школи Мурдејл и шампион у пливању
- Алистер Питри као Мајкл Гроф, директор Средње школе Мурдејл и Адамов строги отац
- Мими Кин као Руби Метјуз, популарна девојка и вођа школске клике Недодирљиви
- Ејми Лу Вуд као Ејми Гибс, бивша чланица Недодирљивих која постаје пријатељица са Мејв
- Чанеил Кулар као Анвар (1—3. сезона), члан Недодирљивих
- Симон Ешли као Оливија Ханан (1—3. сезона), чланица Недодирљивих
- Танја Ренолдс као Лили Ајглхарт (1—3. сезона), девојка која пише ванземаљску еротику
- Патриша Алисон као Ола Најман (1—3. сезона), пансексуална девојка која уписује Средњу школу Мурдејл
- Микаел Персбрант као Јакоб Најман (1—3. сезона), Олин отац и удовац
- Ен-Мари Даф као Ерин Вајли (1—3. сезона), зависница од дроге и Мејвина, Шонова и Елсина мајка
- Џејмс Пјурфој као Реми Милберн (1—2. сезона), Отисов отаџ и Џинин бивши супруг
- Раки Такрар као Емили Сандс, професорка енглеског језика у Средњој школи Мурдејл
- Џемајма Кирке као Хоуп Хадон (3. сезона), нова директорка Средње школе Мурдејл и замена Мајкла Грофа

### Споредне
- Џим Ховик као Колин Хендрикс, професор у Средњој школи Мурдејл
- Саманта Спиро као Морин Гроф, директорова супруга и Адамова мајка
- Хана Вадингам као Софија Марчети, једна од Џексонових мајки
- Шерон Данкан Брустер као Роз Марчети, Џексонова друга мајка
- Деобрија Опареј као Абео Ефионг, Ериков религиозни отац
- Дорин Блексток као Беатрис Ефионг, Ерикова мајка
- Крис Џенкс као Стив Морли, ученик Средње школе Мурдејл који касније постаје Ејмин дечко
- Лиса Палфри као Синтија, власница караванског парка у коме живи Мејв
- Џо Вилкинсон као Џефри, Синтијин супруг
- Џоџо Макари као Кајл, један од Ејминих момака
- Едвард Блумел као Шон Вајли, Мејвин проблематични старији брат који ју је одгајао уместо родитеља
- Чинени Езеуду као Вивијен „Вив” Одусанја, девојка која подучава Џексона и чланица квизашког тима
- Џорџ Робинсон као Ајзак Гудвин, дечак са инвалидитетом који живи у истом кампу као и Мејв
- Џорџ Сомнер као Џо, Ајзаков брат и његоватељ који живи у кампу као и Мејв
- Конор Кларк Макграт као Конор Пирсон, ученик Средње школе Мурдејл
- Сами Уталбали као Рахим Харак, ученик који се пребацио Француске
- Лино Фасиоли као Декс Томпсон, члан квизашког тима
- Мирен Мак као Флоренс, асексуална ученица Средње школе Мурдејл
- Џорџ Георгиу као Јусеф, власник локалне продавнице и Рахимов ујак
- Армин Кармина као Малек Амир, дечко Оливије Ханан
- Конор Донован као Квентин, члан драмског клуба и непријатељ Колина Хендрикса
- Индра Ове као Ана, хранитељка Мејвине млађе полусестре Елси
- Дуа Салих као Кал Боуман, небинарни ученик Средње школе Мурдејл
- Робин Холдавеј као Лајла, небинарни ученик Средње школе Мурдејл
- Данијел Ингс као Ден, Џојин прави отац
- Ден Ливи као господин Молој, Мејвин професор у САД
- Хана Гадсби као Силија, менаџерка радио-станице у којој Џин ради
- Тадеа Грејам као Сара „О” Овенс, ученица сексуалне терапије на Колеџу Кавендиш
- Ентони Лекса као Аби Монтгомери, популарна девојка на Колеџу Кавендиш и чланица клике Ковен
- Александра Џејмс као Аиша Грин, делимично глува девојка и чланице Ковена
- Феликс Муфти као Роман Зардари, члан Ковена и Абин дечко
- Ерда Елазуар као Бо, Вивина симпатија
- Лиса Макгрилс као Џоана Френклин, Џинина сестра
- Ана Франколини као Глорија Мастерс, професорка на Колеџу Кавендиш
- Шак Бенџамин као Адедајо, Ерикова симпатија
- Бела Маклин као Џем, Адамова сарадница на фарми
- Имани Јахшуа као Тајрон, Мејвин пријатељ у САД
- Ешан Ахбар као директор Лехани, професору на Колеџу Кавендиш

### Гостујуће
- Тоби Вилијамс као Тим, један од Џининих пацијената
- Лу Корфилд као Сара, мајка троје деце која се спријатељила са Мејв
- Анџана Васан као активисткиња против абортуса
- Доминик Еплвајт као Чарли, активиста против абортуса
- Т’Нија Милер као Максин, председница Школског одбора
- Томас Аткинсон као Ник, Анваров дечко
- Стивен Фрај као он, водитељ квиза
- Синдху Ви као госпођа Ханан, Оливијина мајка
- Сузан Линч као Тара Гибс, Ејмина мајка
- Џек Бандеира као Илај, ученик Војне институције Маунтвју
- Дејвид Лејд као Роланд Метјуз, Рубин отац који има мултиплу склерозу
- Мајлс Џап као акушер
- Софи Томпсон као Карол Ајгхарт, Лилина мајка
- Џери Иву као Оба, геј фотограф из Нигерије
- Рис Ричардс као Јуџин, Вивин дечко
- Џек Глисон као Доџи Мо, Шонов пријатељ
- Анди Ошо као Ник Боуман, мајка Кал
- Џоди Тарнер Смит као Бог, која се причињава Ерику

## Епизоде
| Сезона | Сезона | Епизоде | Епизоде | Оригинална објава   | Оригинална објава   |
| ------ | ------ | ------- | ------- | ------------------- | ------------------- |
|        | 1.     | 8       | 8       | 11. јануар 2019.    | 11. јануар 2019.    |
|        | 2.     | 8       | 8       | 17. јануар 2020.    | 17. јануар 2020.    |
|        | 3.     | 8       | 8       | 17. септембар 2021. | 17. септембар 2021. |
|        | 4.     | 8       | 8       | 21. септембар 2023. | 21. септембар 2023. |

### 1. сезона (2019)
| Бр. еп. (укупно) | Епизода    | Редитељ    | Сценариста                 | Премијера        |
| --- | ---------- | ---------- | -------------------------- | ---------------- |
| 1 | 1. епизода | Бен Тејлор | Лори Нан                   | 11. јануар 2019. |
| Упркос подршци мајке Џин, која је сексуални терапеут, и охрабрењима пријатеља Ерика, Отис се брине да никада неће моћи водити љубав. Он није једини.         |            |            |                            |                  |
| 2 | 2. епизода | Бен Тејлор | Лори Нан                   | 11. јануар 2019. |
| Након што открије да је саветовање о сексу теже него што је мислио, на Мејвин наговор Отис нуди бесплатне савете на забави у кући колегинице из разреда.     |            |            |                            |                  |
| 3 | 3. епизода | Бен Тејлор | Софи Гудхарт               | 11. јануар 2019. |
| Отисова клиника напредује, као и његове симпатије према Мејв, која неочекивано затражи његову помоћ. Ерик одлази на аудицију за бенд и добија позив на секс. |            |            |                            |                  |
| 4 | 4. епизода | Бен Тејлор | Лора Нил и Лори Нан        | 11. јануар 2019. |
| Ерик примећује да се Отис заљубио у Мејв. Али млади се сексуални терапеут нађе у двојби кад згодни Џексон затражи помоћ око тајне симпатије.                 |            |            |                            |                  |
| 5 | 5. епизода | Кејт Херон | Софи Гздхарт и Лора Хантер | 11. јануар 2019. |
| Експлицитна фотографија злобну девојку доводи у незгодан положај. Мејв жели пронаћи кривца, што Отиса присиљава на тежак избор усред важног дана.            |            |            |                            |                  |
| 6 | 6. епизода | Кејт Херон | Лора Нан и Фреди Сајборн   | 11. јануар 2019. |
| Ерик се отуђује након трауме, а Мејвин састав осваја награду. Отис се покушава спетљати с Лили, али му његови дубоко укорењени проблеми стају на пут.        |            |            |                            |                  |
| 7 | 7. епизода | Кејт Херон | Софи Гудхарт               | 11. јануар 2019. |
| Велики плес извлачи оно најбоље, али и драму, из ученика Мурдејла. Отис проналази пратњу, Мејв добија хаљину, а Ерик се враћа са стилом.                     |            |            |                            |                  |
| 8 | 8. епизода | Кејт Херон | Лори Нан                   | 11. јануар 2019. |
| Џинина нова књига повреди Отиса, док Мејв преузима кривицу за свог брата. Ерик је у казни са старим непријатељем, а Лили издаје њено сопствено тело.         |            |            |                            |                  |

### 2. сезона (2020)
| Бр. еп. (укупно) | Епизода    | Редитељ      | Сценариста              | Премијера        |
| --- | ---------- | ------------ | ----------------------- | ---------------- |
| 9 | 1. епизода | Бен Тејлор   | Лори Нан                | 17. јануар 2020. |
| Чини се да је мастурбација Отисов скривени талент, али може ли савладати своју неконтролирану пожуду за Олом? Епидемија хламидиозе омета рад ученичког већа.  |            |              |                         |                  |
| 10 | 2. епизода | Софи Гудхарт | Лори Нан и Маван Ризван | 17. јануар 2020. |
| Након Јеанине неугодне појаве у школи, Отис покуша задовољити Олу и саветовати несрећног учитеља. Неустрашива Мејв први пут спознаје што је страх.            |            |              |                         |                  |
| 11 | 3. епизода | Софи Гудхарт | Софи Гудхарт            | 17. јануар 2020. |
| На путу да изненади Мејв, Ејми у бусу дочека шокантно изненађење. Рахим се повеже с Ериком, а породична вечера код Милбернових полази по злу.                 |            |              |                         |                  |
| 12 | 4. епизода | Али Сибрајт  | Лори Нан и Роузи Џоунс  | 17. јануар 2020. |
| Ола жели ићи до краја, али Отис није сигуран. Џин и Мејв требају свој простор. Џексона пере трема, а несуђени љубавници поново се повезују.                   |            |              |                         |                  |
| 13 | 5. епизода | Алис Сибрајт | Лори Нан и Ричард Гад   | 17. јануар 2020. |
| Отис и Ерик беже од љубавних мука и повуку се у шуму с Ремијем. Међутим, као што Мејв зна, родитељи нису савршени. Ола прати своје срце.                      |            |              |                         |                  |
| 14 | 6. епизода | Бен Тејлор   | Софи Гудхарт            | 17. јануар 2020. |
| Како би преболео Олу, Отис одлучи организовати малу забаву која се убрзо измакне контроли, а Џексон се почиње да се лечи. Ко се може носити с истином?        |            |              |                         |                  |
| 15 | 7. епизода | Бен Тејлор   | Лори Нан                | 17. јануар 2020. |
| Добро дошли на јутро након. „Мали од секса” све је упропастио... И не може престати да повраћа. Хаос се прошири учионицом, а девојке се повезују током казне. |            |              |                         |                  |
| 16 | 8. епизода | Бен Тејлор   | Лори Нан                | 17. јануар 2020. |
| Чини се да разговор не помаже Отису и Џин да реше своје проблеме. Опрезна Мејв улази у финале, а секси Шекспир никад не излази из моде.                       |            |              |                         |                  |

### 3. сезона (2021)
| Бр. еп. (укупно) | Бр. еп. (у серији) | Episode    | Редитељ           | Сценариста              | Премијера           |
| --- | ------------------ | ---------- | ----------------- | ----------------------- | ------------------- |
| 17 | 1                  | 1. епизода | Бен Тејлор        | Лори Нан                | 17. септембар 2021. |
| Најразузданије ученице и ученици Мурдејла поново су заједно. Отис је пустио бркове, али крије једну тајну. Џин призна истину. Пристигне и главна учитељица.       |                    |            |                   |                         |                     |
| 18 | 2                  | 2. епизода | Бен Тејлор        | Софи Гудхарт            | 17. септембар 2021. |
| Руби Отиса учини магнетично привлачним, а Хоуп покушава упристојити школу, и то јако. Ерик и Адам покушавају подићи ствари на виши ниво.                          |                    |            |                   |                         |                     |
| 19 | 3                  | 3. епизода | Бен Тејлор        | Лори Нан и Алис Сибрајт | 17. септембар 2021. |
| Изражавања личности више нема јер су ученици приморани носити униформе. Ејми проговори о нападу, а Џексон се повеже с небинарним/ом учеником/цом Кал(ом).         |                    |            |                   |                         |                     |
| 20 | 4                  | 4. епизода | Рунјараро Мапфумо | Селина Лим              | 17. септембар 2021. |
| Кад се отворе карте, може ли секс прећи у интимност и обрнуто? Руби устукне пред Отисом. Мејв се повеже с Ајзаком. Мурдејл се ускомеша због прича о апстиненцији. |                    |            |                   |                         |                     |
| 21 | 5                  | 5. епизода | Бен Тејлор        | Маван Ризван            | 17. септембар 2021. |
| Живописна историја у Француској се меша са стварним неугодњаком у усраној ситуацији док пријатељи потежу ручну. Поново се јави стара искра. Џин експлодира.       |                    |            |                   |                         |                     |
| 22 | 6                  | 6. епизода | Рунјараро Мапфумо | Теми Вилки              | 17. септембар 2021. |
| Истина је око нас: Мејв сазна вест, Ејми открије своје колачиће у облику вулве, а Ерик се навикава на живот у Нигерији. Хоуп оде у нове екстреме.                 |                    |            |                   |                         |                     |
| 23 | 7                  | 7. епизода | Рунјараро Мапфумо | Софи Гудхарт            | 17. септембар 2021. |
| Дом је тамо где је вруће. Џин се носи с великим нередом и игнорисањем. Мејв се бави мајком која је у бегу. „Школа секса” коначно излази у јавност.                |                    |            |                   |                         |                     |
| 24 | 8                  | 8. епизода | Рунјараро Мапфумо | Лори Нан                | 17. септембар 2021. |
| Свиће нови дан и судбина Мурдејла виси на концу. Ејми се излане. Ерик призна истину. Отис обилази болницу. Искреност је сада важнија него икад.                   |                    |            |                   |                         |                     |

### 4. сезона (2023)
| Бр. еп. (укупно) | Episode    | Редитељ         | Сценариста      | Премијера           |
| --- | ---------- | --------------- | --------------- | ------------------- |
| 25 | 1. епизода | Доминик Леклер  | Лори Нан        | 21. септембар 2023. |
| Мејв се сукоби са заједљивим професором. Хоће ли њена веза с Отисом преживети даљину? Покушај слања голе фотке доведе до незгодне ситуације.                          |            |                 |                 |                     |
| 26 | 2. епизода | Доминик Леклер  | Трој Хантер     | 21. септембар 2023. |
| Када веза популарног пара постане климава, Отис уочи прилику. Ерик пронађе нову заједницу. Након изненађења у спаваћој соби Џексон пропиткује своју сексуалност.      |            |                 |                 |                     |
| 27 | 3. епизода | Доминик Леклер  | Кришна Истха    | 21. септембар 2023. |
| Грозна рецензија пољуља Мејвино самопоуздање. Адам и Мајк се зближе око самачког живота. Руби помаже Отису с кампањом и осећајем усамљености.                         |            |                 |                 |                     |
| 28 | 4. епизода | Мишел Савил     | Селина Лим      | 21. септембар 2023. |
| Након трагедије познато лице се враћа у Мурдејл. Џинин спас постане Отисова најгора ноћна мора. Руби извиђа ситуацију. Аиша позове Кал на састанак али постоји квака. |            |                 |                 |                     |
| 29 | 5. епизода | Мишел Савил     | Итан Харви      | 21. септембар 2023. |
| Џин не успева наћи срећу у мајчинству. С обзиром на ужарене дебате и секси састанак с Мејв, може ли се Отис снаћи? Џексон има кризу идентитета.                       |            |                 |                 |                     |
| 30 | 6. епизода | Алиса Маклеланд | Аналиса Д’Инела | 21. септембар 2023. |
| Опроштаји никад нису лагани, али овај је убитачно тежак. Пуцајући од емоција, Мејв успе пронаћи праве речи. Ејми пронађе надахнуће. Ерик се повери.                   |            |                 |                 |                     |
| 31 | 7. епизода | Алиса Маклеланд | Бела Хисом      | 21. септембар 2023. |
| Квар лифта подстиче колективну реакцију. Сестринска свађа која се кувала годинама коначно ескалира. Мејв исправи ствари и донесе важну одлуку.                        |            |                 |                 |                     |
| 32 | 8. епизода | Алиса Маклеланд | Тара Попула     | 21. септембар 2023. |
| Цели Кавендиш тражи Кал. Ерик пронађе свој позив, а Џексон открије своје коријене. Као и љубав, истина има много облика и изаћи ће на видело.                         |            |                 |                 |                     |